# 국민의회 (가봉)
국민의회(프랑스어: Assemblée Nationale)는 가봉 의회의 하원이다. 총 143명의 의원으로 구성되어 있으며, 결선투표제를 통해 선출된다.
2023년 총선 직후 발생한 군사 쿠데타로 인해 의회의 지위는 현재 불분명하다.

## 역사
국민의회는 1960년 가봉 헌법에 따라 단원제 입법기관으로 설립되었다. 의원은 보통선거를 통해 직접 선출되며, 임기는 7년이었다. 1967년부터 1990년까지 단일 정당 체제 하에서는 모든 의원이 합법 정당인 가봉 민주당(PDG) 소속이었다. 1979년에는 의원의 임기가 7년에서 5년으로 단축되었다. 1990년 단일 정당 체제가 폐지되었고, 이후 양원제가 도입되어 1997년 상원이 신설되었다.